# Шафхайм
Шафхайм (нем. Schaafheim) — община в Германии, в земле Гессен. Подчиняется административному округу Дармштадт. Входит в состав района Дармштадт-Дибург. Население составляет 8994 человека (на 31 декабря 2010 года). Занимает площадь 32,16 км².

## Города-побратимы
- Ришельё (Франция)